# Vladimír Leraus

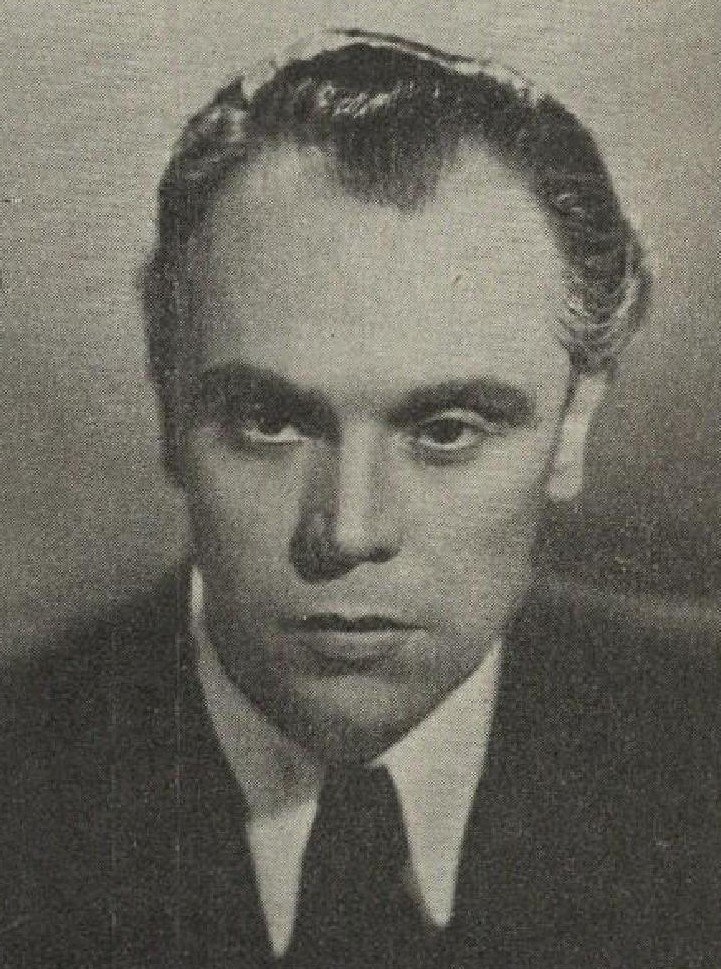
Vladimír Leraus (1941)

Vladimír Leraus (* 28. Juli 1905 in Beroun, Österreich-Ungarn; † 29. Juni 1991 in Prag, Tschechoslowakei) war ein tschechischer Theater-, Film- und Fernsehschauspieler sowie spartenübergreifender Sprecher.

## Leben und Wirken
Nach seinem Schulabschluss am Gymnasium seiner Geburtsstadt Beroun studierte Vladimír Leraus vier Semester Französisch und Tschechisch an der Philosophischen Fakultät der Karls-Universität in Prag. Während des Studiums besuchte er den Schauspielunterricht bei der Nationaltheaterschauspielerin Anna Suchánková.
Von 1927 bis 1929 war er am Slowakischen Nationaltheater in Bratislava engagiert. Von 1929 bis 1932 war er Ensemblemitglied des Mährisch-Schlesischen Nationaltheaters in Ostrava. Ab der folgenden Spielzeit wirkte er am Nationaltheater Brünn. 1941 wechselte er ans außerhalb Prags, in Královské Vinohrady (deutsch: „Königliche Weinberge“), gelegene Stadtteiltheater Divadlo na Vinohradech, wo er bis 1952 verblieb. Vom 1. August 1952 bis zu seiner Pensionierung im Dezember 1974 gehörte er in Prag dem Ensemble des Národní divadlo, des Nationaltheaters, an.
In Leraus’ kräftiger Statur, seiner maskulinen Erscheinung und seiner voll tönenden Stimme lag der Grund für seine frühen Rollenzuteilungen als Held und Liebhaber. Seine Schauspieltechnik beruhte hauptsächlich auf einer sicheren, mutigen Beherrschung des stimmlichen Teils der Rolle. Eine seiner wichtigsten Verkörperungen war der Charakter von Alexandra Ignaťjeviče Vershinin in Anton Tschechows Drei Schwestern. Eine weitere Paraderolle war die des Königs Ödipus in Sophokles’ gleichnamigem Drama.
Leraus war auch Schauspieler im Film (ab 1934, am bekanntesten sind Modrý závoj von 1943 und  Slečna Golem von 1972) und später im Fernsehen, außerdem war seine markante Stimme für Dokumentarfilme (z. B. in Rok stalinské epochy über Josef Stalin oder über die Olympischen Spiele 1952 in Helsinki, bei denen Emil Zátopek der herausragende Athlet war), für Hörspiele, für Filmsynchronisationen und für Rezitationen geeignet.
Vladimír Leraus starb, knapp 86 Jahre alt, am 29. Juni 1991 in Prag.

## Filmografie
- 1947: Die Tugend und der Teufel (Alena), Drama nach den Karlsteiner Vigilien von František Kubka. Regie: Miroslav Cikán
- 1951: Der Kaiser und sein Bäcker (Císařův pekař a pekařův císař), historische Komödie über Kaiser Rudolf II. Regie: Martin Frič.
- 1952: Das große Abenteuer (Velké dobrodruzství), Regie: Miloš Makovec.
- 1953: Das Mädchen Anna (Anna proletárka), Arbeiterfilm nach dem Roman Anna, das Mädchen vom Lande von Ivan Olbracht. Regie: Karel Steklý
- 1953: Eine Frau – ein Wort (Slovo dělá ženu), Komödie. Regie: Jaroslav Mach
- 1954: Jan Hus, biographischer Film über den gleichnamigen Nationalhelden. Regie: Otakar Vávra.
- 1954: Die Hundsköpfe (Psohlavci), Historienfilm. Regie: Martin Frič.
- 1957: Der falsche Prinz (Labakan), Kinderfilm nach dem gleichnamigen Märchen von Wilhelm Hauff. Regie: Václav Krška
- 1956: Der brave Soldat Schwejk in Prag (Dobrý voják Švejk), Komödie nach dem Roman von Jaroslav Hašek. Regie: Karel Steklý
- 1960: Leute wie du und ich (Lidé jako ty), Episoden aus dem Alltag von Stahlarbeitern. Regie: Pavel Blumenfeld.
- 1960: Fackeln (Pochodně), Arbeiterfilm. Regie: Vladimír Čech.
- 1960: Die weiße Spange (Bílá spona), Kriminalfilm. Regie: Martin Frič.
- 1963: Seine Majestät – Kollege König (Král Králů), Drama. Regie: Martin Frič.
- 1970: Die keusche Sünderin (Svatá hříšnice), Filmmusical. Regie: Vladimír Čech.
- 1971: Der Schlüssel (Klíč), Drama. Regie: Vladimír Čech
- 1972: Hochzeit ohne Ring (Svatba bez prstýnku), Drama. Regie: Vladimír Čech
- 1972: Fräulein Golem (Slečna Golem), Science-Fiction-Komödie. Regie: Jaroslav Balík
- 1974: Der Fall des toten Mannes (Případ mrtvého muže), Kriminalfilm. Regie: Dušan Klein
- 1987: Der Narr und die Königin (Šašek a královna), Fantasykomödie. Regie: Věra Chytilová

## Auszeichnungen
- 1965: Zasloužilý umělec („Verdienter Künstler“)[1][2]